# Adnan at-Talyani

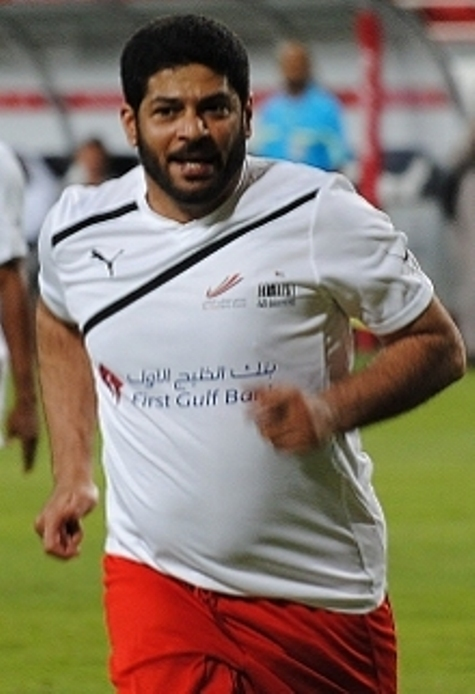
Adnan at-Talyani (2011)

Adnan Chamis at-Talyani (arabisch عدنان خميس الطلياني, DMG ʿAdnān Ḫamīs aṭ-Ṭalyānī, nach englischer Umschrift Adnan Khamees Al-Talyani; * 30. Oktober 1964) ist ein ehemaliger Fußballspieler aus den Vereinigten Arabischen Emiraten.

## Karriere
at-Talyani begann 1980 seine Vereinskarriere beim asch-Schaʿab Club in der UAE League, für die er bis 1999 spielte.
at-Talyani bestritt zwischen 1984 und 1997 insgesamt 164 Länderspiele für die Fußballnationalmannschaft der Vereinigten Arabischen Emirate, in denen er 53 Tore erzielen konnte. Sein erstes Länderspiel bestritt er am 10. März 1984 bei einem 2:0-Sieg im Golfpokal gegen die Kuwaitische Fußballnationalmannschaft, bei dem er einen Treffer erzielen konnte.
1990 nahm er mit den Vereinigten Arabischen Emiraten an der Weltmeisterschaft in Italien teil, schied aber mit seiner Mannschaft nach drei Niederlagen in der Vorrunde aus. Sein letztes Länderspiel bestritt er beim Konföderationen-Pokal 1997 gegen Tschechien. Seine Karriere beendete er offiziell im Jahr 2003, als er mit einer Weltauswahl gegen den italienischen Meister Juventus Turin spielte.